# 이세 고
이세 고(일본어: 伊勢 航, 2002년 7월 17일~)는 일본의 축구 선수이다.

## 구단 경력
그는 J1리그의 감바 오사카에 입단했다. 2019년부터 2020년까지 J3리그의 감바 오사카 U-23에서 뛰었다. 42경기에 출전하여, 1득점을 넣었다.